# 马克思主义与宗教
马克思主义与宗教是指马克思主义的社会主义世界观及其政治意识形态与各种宗教之间理论与实践上的关系。马克思主义最主要的奠基人，十九世纪德国社会学家卡尔·马克思对于宗教有着相当矛盾的看法，他一方面将宗教视作统治阶级给工人阶级施加的“精神鸦片”，因为宗教让他们对禧年抱有虚假的幻想，但另一方面他又认为这是工人阶级对低落的经济状况所作出的一种抗议。 
俄国革命者弗拉基米尔·列宁为主的人们发展了马克思主义，形成了马克思列宁主义。马列主义认为，宗教对人类的发展起到了阻碍作用，而且遵照马克思列宁主义及其各种衍生形态的社会主义国家都主张无神论，并且是明确反宗教的。因此，二十世纪许多明确主张马克思主义的政权，例如前苏联和中国，都推行国家无神论政策。但是，一些宗教共产主义思想一直存在，例如基督教共产主义在共产主义发展的初期就起到了至关重要的作用。

## 相关理论

### 马克思所作的论述
卡爾·馬克思早年曾是基督教徒，他曾在其所撰寫的中學考試作文〈根据《约翰福音》第 15 章第1至14节论信徒同基督结合为一体，这种结合的原因和实质，它的绝对必要性和作用〉中表達了自己所持有的神學觀點。一些馬克思主義者認為這些神學觀點一直都是馬克思的思想的一部份，並且認為基督教教義與馬克思主義在核心議題上是相符合的，他們稱之爲有神論式的唯物主義。
精神鴉片这一论题在许多译著中被視為马克思主义宗教观中的重要概念。他在著名的《黑格尔法哲学批判》中提到：
反宗教的批判的根据就是：人创造了宗教，而不是宗教创造了人。就是说，宗教是那些还没有获得自己或是再度丧失了自己的人的自我意识和自我感觉。但人并不是抽象的栖息在世界以外的东西。人就是人的世界，就是国家，社会。国家，社会产生了宗教即颠倒了的世界观，因为他们本身就是颠倒了的世界。宗教是这个世界的总的理论，是它的包罗万象的纲领，它的通俗逻辑，它的唯灵论的荣誉问题，它的热情，它的道德上的核准，它的庄严补充，它借以安慰和辩护的普遍根据。宗教把人的本质变成了幻想的现实性，因为人的本质没有真实的现实性。因此，反宗教的斗争间接地也就是反对以宗教为精神慰藉的那个世界的斗争。
宗教里的苦难既是现实的苦难的表现，又是对这种现实的苦难的抗议。宗教是被压迫生灵的叹息，是无情世界的感情，正像它是没有精神的制度的精神一样。宗教是人民的鸦片。
废除作为人民幻想的幸福的宗教，也就是要求实现人民的现实的幸福。要求抛开关于自己处境的幻想，也就是要求抛开那需要幻想的处境。因此对宗教的批判就是对苦难世界－宗教是它们的灵光圈－的批判的胚胎。

宗教批判摘去了装饰在锁链上的那些虚幻的花朵，但并不是要人们依旧带上这些没有任何乐趣任何慰藉的锁链，而是要人扔掉它们，伸手摘取真实的花朵。宗教批判使人摆脱了幻想，使人能够作为摆脱了幻想，具有理性的人来思想，来行动，来建立自己的现实性；使他能够围绕着自身和自己现实的太阳旋转。宗教只是幻想的太阳，当人还没有开始围绕自身旋转以前，它总围绕着人而旋转。

### 列宁所作的论述
弗拉基米尔·列宁在他的《宗教》一书中对宗教表達高度的不满：

在科学社会主义的理论和实践上，无神论是马克思主义无可非议且不可分割的一部分。

在《论工人政党对宗教的态度》中，他写道：

宗教是人民的鸦片，──马克思的这一句名言是马克思主义在宗教问题上的全部世界观的基石。马克思主义始终认为现代所有的宗教和教会、各式各样的宗教团体，都是资产阶级反动派用来捍卫剥削制度、麻醉工人阶级的机构。

### 斯大林所作的论述
1927年斯大林在接见美国工会代表时肯定共产党必须反对宗教：
这是不是说，党对宗教采取中立态度呢？不，不是这个意思。我们现在进行宣传而且将来还要进行宣传来反对宗教偏见。我国的法律规定每个公民都有信奉任何宗教的权利。这是各人的信仰问题。正因为如此，我们实行了教会与国家分离。但是我们在实行教会与国家分离、宣布信教自由的同时，也保留每个公民都有用说服、宣传、鼓动的方法去反对某种宗教、反对任何宗教的权利。党对宗教不能采取中立态度，并且进行反宗教的宣传来反对所有一切宗教偏见，因为党是拥护科学的，而宗教偏见是反对科学的，要知道，任何宗教都是和科学对立的东西。在美国，不久以前把达尔文主义者判了罪，这种情形在我们这里就不可能发生，因为党实行全力捍卫科学的政策。
党对宗教偏见不能采取中立态度，并且要进行反对这些偏见的宣传，因为这是清除那些支持剥削阶级、劝人顺从剥削阶级的反动僧侣的影响的一种可靠手段。

党对宗教偏见的传播者、对毒害劳动群众意识的反动僧侣不能采取中立态度。

### 布哈林及普列奥布拉任斯基所作的论述
在布哈林和普列奥布拉任斯基有影响力的著述《共产主义ABC》中，他们强烈地反对宗教。他们写道：「共产主义与宗教信仰水火不容。」

## 共产主义国家论述

### 苏联
苏联曾是一个无神论国家，政府不鼓励公民信教，且宗教受到极大压制。但是，一些苏联和西方的资料显示，超过三分之一的国民承认有宗教信仰。基督教和伊斯兰教有最为广泛的信众。基督教又分为许多教派，其中东正教拥有最为庞大的信徒人群；并有天主教；还有浸信宗和其他一些新教教派。伊斯兰教信徒主要为逊尼派；犹太教也颇有影响。其他宗教诸如佛教和萨满教，也有少量人口信仰。
宗教在苏联人民日常生活当中的角色大有差别。三分之二的苏联人無宗教信仰，其中一半人声称是無神論者，包括其执政党苏联共产党的党员以及政府高官的「国家无神论」。因此，对于大部分苏联人而言，宗教跟他们毫不相干。1991年有关于宗教的官方统计，由於蘇聯瓦解而不为人知。

### 阿尔巴尼亚
1967年，恩维尔·霍查宣布阿尔巴尼亚是无神论国家，并持续到1991年。阿尔巴尼亚的国家无神论思潮在其统治期间被推向顶峰，宗教被认为是对阿尔巴尼亚的文化侵略，并被完全禁止。这一政策主要在现今的阿尔巴尼亚境内得到实施，致使该国绝大多数人口无宗教信仰。

### 中华人民共和国
中华人民共和国成立于1949年。在毛泽东时代，中国将宗教视作封建主义和列强殖民主义的象征，始终对宗教保持敌对态度。宗教的崇拜场所，诸如寺庙、清真寺和教堂，在中华人民共和国政权成立后悉遭占用，用于世俗事务。
1970年代晚期文化大革命结束后，这种态度得到极大缓和。虽然在1978年通过的中华人民共和国宪法修正案中已经写入了“宗教自由”，但是中国的宗教活动仍受到限制，并成为许多组织批评中国人权的口实。由于大批佛寺和道观在文革期间遭到毁坏，从1990年代中期开始，这些被毁的宗教建筑被大量重建。

### 红色高棉
红色高棉领导人波尔布特在其当权时期疯狂镇压柬埔寨佛教：僧侣法衣被褫；寺庙、文物和佛像被摧毁；祈祷以及表达其他宗教感情的民众常常惨遭杀戮。基督教和穆斯林组织遭到了最为残酷的迫害。金边的罗马天主教主座教堂被夷为平地。红色高棉政权还不顾伊斯兰教禁忌，胁迫穆斯林进食猪肉。许多拒绝服从的人遭到屠杀，基督教神职人员和穆斯林伊玛目被处极刑。

### 巴特寮
相比僧伽在柬埔寨遭到的惨无人道的镇压，在很大程度上，老挝的共产主义政权并未试图去压制国内的佛教。恰恰相反，巴特寮控制政权早期，共产主义官员曾试图通过对佛教僧侣进行影响来达成一些政治目的，因为他们认为钳制宗教活动对马克思主义目标的实现并无裨益。
早在1950年代，巴特寮的人员就出于共产主义的目的与老挝僧伽结盟，以取得其支持来反制反对者。这一努力虽然遭到政府的反对，但是取得了极大的成功，并为巴特寮争取到了愈加有力的支持，尤其是在农村地区。

### 阿富汗
阿富汗人民民主党在1978年到1992年统治阿富汗，在其当权初期，就激进地推行国家无神论。同样，他们监禁、虐待甚至暗杀了上千名保守思想精英、宗教领袖和知识分子，并禁止高利贷。

## 与其他宗教
由于共产主义认定无神论，常被指控对宗教进行压迫。此外，一些反對共產主義的無神論者表示，共产主义本身就彻头彻尾地是一种宗教。

### 与基督教
基督教共产主义可看作是基督教社会主义的一种较为激进的形式，被认为是一种基于耶稣基督教导的神学和政治学上的理论，基督教共产主义者试图强迫基督徒支持共产主义，以其作为一种理想的社会形态。尽管人们对于基督教共产主义的产生时间并无共识，但是许多基督教共产主义者援引圣经经文（如使徒行傳第二章至四章）称，包括十二使徒在内的圣徒建立的早期教会，在耶稣受死并复活后几年就已经建成了他们的小型共产主义社会。许多基督教共产主义者认为这正是耶稣的教导，并已经由使徒们付诸实践。
在《社会主义从空想到科学的发展》一书中，弗里德里希·恩格斯对早期基督教会那种乌托邦式的共产主义和当时的共产主义运动，以及代表无产阶级的科学社会主义运动和世界史上的社会变革进行了比较。恩格斯将其间的相似点和差别都进行了阐述。

### 与伊斯兰教
从1940年代到1960年代，共产主义者与伊斯兰教徒组建了联合武装反抗殖民主义并寻求民族独立。1979年，伊朗人民党（伊朗共产党）在反抗伊朗沙王穆罕默德·礼萨·巴列维的起义中曾与伊斯兰教徒并肩作战，尽管在沙王倒台后，伊斯兰教徒对他们曾经的盟友倒戈相向。

### 与犹太教
俄国内战期间，由于被看作是共产主义的同情者，上千犹太人在大屠杀中遭到白军杀害。在1950年代美国的红色恐慌中，一个美国犹太人委员会的代表宣称“犹太教与共产主义二者绝对互不相容。”

### 与佛教
一般认为佛教与共产主义并不抵触，因为二者均可解读为认同无神论，并且在对世界和自然的认识和对物质和意识关系的看法上，二者颇有共通之处。尽管如此，佛教在共产主义国家仍然遭到迫害。

## 外部連結
- 〈马克思的神学：谢林与东方教父〉